# Stanisław Szado
Stanisław Szado (ur. 22 października 1941 w Pysznicy, zm. 27 grudnia 2024) – polski bokser, medalista mistrzostw Polski, reprezentant Polski.

## Życiorys
W latach 1958–1975 był zawodnikiem Stali Stalowa Wola.
Na mistrzostwach Polski seniorów zdobył trzy brązowe medale: w 1961 w wadze lekkiej, w 1962 w wadze lekkopółśredniej i w 1964 w wadze półśredniej.
W 1961 wystąpił w reprezentacji młodzieżowej w spotkaniu z Rumunią (przegrał walkę w kategorii lekkopółśredniej).
Łącznie stoczył 243 pojedynki bokserskie. Jego trenerami byli Tomasz Konarzewski, Ludwik Algierd. 
Otrzymał Złoty Krzyż Zasługi, tytuł „Mistrza Sportu”, złotą odznakę „Zasłużony dla klubu ZKS Stal Stalowa Wola”, złotą i srebrną odznakę „Zasłużony dla Huty Stalowa Wola”, tytuł „Zasłużony dla województwa rzeszowskiego”, a w latach 60. tytuł Sportowca roku w Stalowej Woli.
Jego młodszy brat Józef także był bokserem Stali Stalowa Wola w wadze lekkopółśredniej (w 1962 stoczył walkę juniorską, po której w wyniku odniesionych obrażeń zmarł jego rywal, Aleksander Leśniak ze Stali Sanok). Miał córkę Martę i syna Jarosława. Przez 43 lata był pracownikiem Huty Stalowa Wola, przez emeryturą pracował w Miejskim Ośrodku Sportu i Rekreacji w Stalowej Woli.
Zmarł 27 grudnia 2024, pochowany 2 stycznia 2025 na Cmentarzu Komunalnym w Stalowej Woli.